# Merced
Merced – miasto w Stanach Zjednoczonych o statusie city, położone w centralnej części stanu Kalifornia. Według danych na rok 2012 miasto liczy 80 793 mieszkańców. Miasteczko jest siedzibą władz administracyjnych hrabstwa Merced.

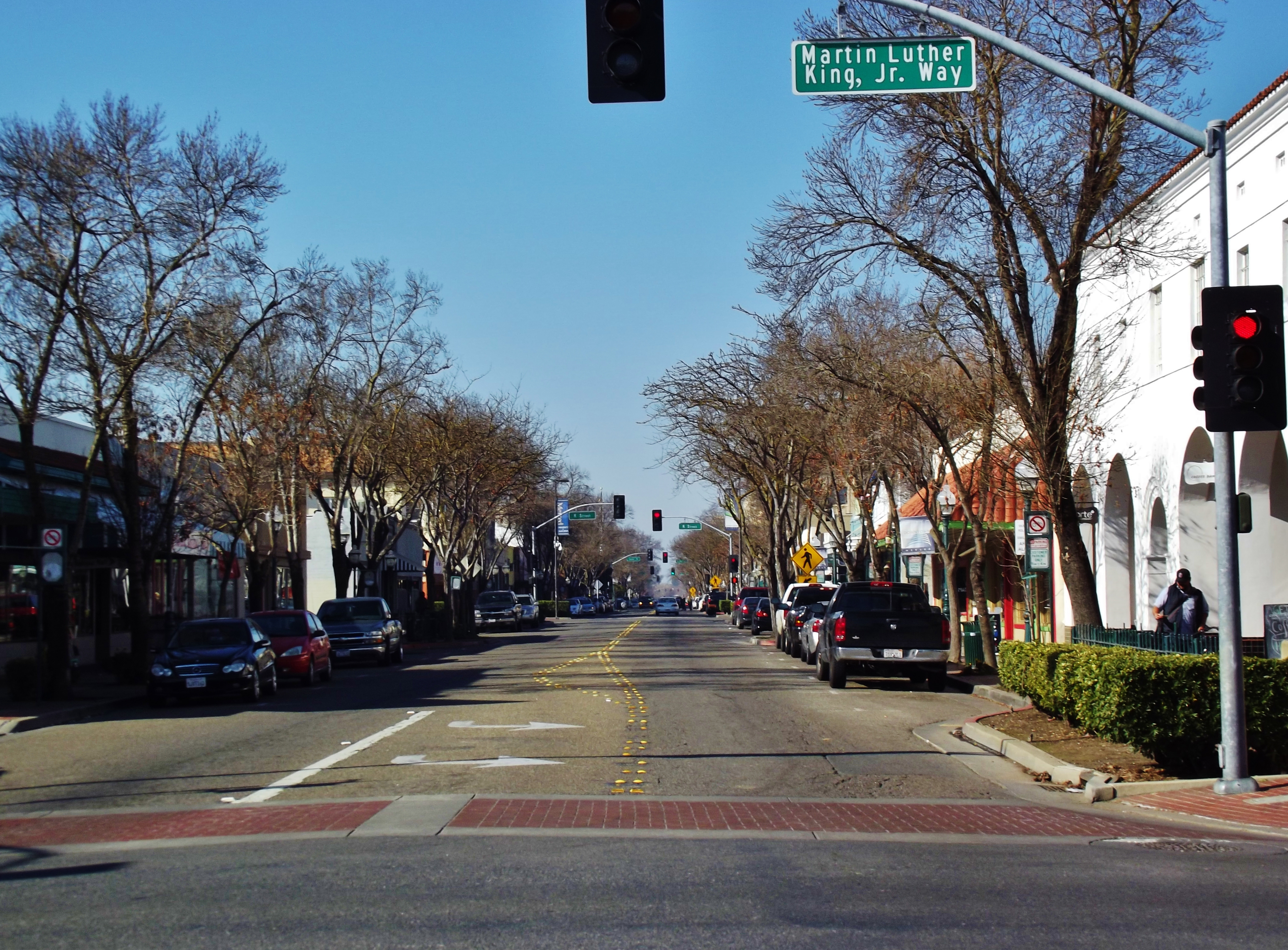
Główna ulica w Merced

## Geografia
Według danych statystycznych U.S. Census Bureau miasto Merced zajmuje powierzchnię 60,389 km², z czego 60,389 km² stanowią lądy, a 0,000 km² (0,00%) to wody.

## Klimat
Według klasyfikacji klimatycznej usystematyzowanej przez Wladimira Köppena, miasto położone jest w klimacie śródziemnomorskim (Csa).
- Najwyższa temperatura w ciągu roku: 46 °C (114 °F)
- Średnia roczna najwyższa temperatura: 24,6 °C (76,3 °F)
- Średnia roczna najniższa temperatura: 8,4 °C (47,1 °F)
- Najniższa temperatura w ciągu roku: −11 °C (13 °F)
- Suma opadów w ciągu roku: 311,7 mm

## Demografia

### 2000
Według spisu z 2000 roku w Merced mieszkało 63 893 osób prowadzących 20 435 gospodarstw domowych, stanowiących 14 631 rodziny. Gęstość zaludnienia wynosiła wówczas 1242,2 osób/km². W mieście zbudowanych było 21 532 budynków mieszkalnych (średnia gęstość zabudowań mieszkalnych to 418,6 domu/km²).
Spośród 20 435 gospodarstw domowych:
- 42,9% zamieszkują rodziny z dziećmi poniżej 18. roku życia
- 47,2% stanowią małżeństwa mieszkające razem
- 18,2% stanowią kobiety nie posiadające męża
- 28,4% stanowią osoby samotne

22,6% wszystkich gospodarstw domowych składa się z jednej osoby, a 8,5% żyjących samotnie jest w wieku 65 lat lub starszych. Średnia wielkość gospodarstwa domowego wynosi 3,06 osoby, a średnia wielkość rodziny to 3,62 osoby.
Średni roczny dochód dla gospodarstwa domowego w Merced wynosi 30 429 dolarów, a średni roczny dochód dla rodziny wynosi 32 470 dolary. Średni roczny dochód mężczyzn to 31 725 dolary, zaś kobiet to 24 492 dolarów. Dochód roczny na osobę w mieście wynosi 13 115 dolarów. 22,4% rodzin, a zarazem 27,9% mieszkańców żyje poniżej relatywnej granicy ubóstwa, w tym 36,9% osób w wieku poniżej 18 lat i 10,1% mieszkańców powyżej 65. roku życia.
Wiek mieszkańców
Podział mieszkańców ze względu na wiek:
- <18 − 34,7%
- 18-24 − 11,4%
- 25-44 − 27,4%
- 45-64 − 17,1%
- >65− 9,4%

Średnia wieku mieszkańców: 28 lat.
Na każde 100 kobiet przypada 95,6 mężczyzn (zaś na 100 kobiet powyżej 18. roku życia przypada 92,3 mężczyzn).
Rasa mieszkańców
Podział mieszkańców ze względu na rasę:
- rasa biała – 57,4%
- rasa czarna lub Afroamerykanie – 6,3%
- rdzenni mieszkańcy Ameryki – 1,3%
- Azjaci – 12,4%
- rasa mieszkańców wysp Pacyfiku – 0,2%
- inna rasa – 23,2%
- ludność dwóch lub więcej ras – 5,2%
- Hiszpanie lub Latynosi – 26,4%

### 2010
Według spisu z 2010 roku w Merced mieszkało 78 959 osób. Gęstość zaludnienia wynosiła wówczas 1 307,5 osób/km².
Spośród 24 899 gospodarstw domowych:
- 46,1% zamieszkują rodziny z dziećmi poniżej 18. roku życia
- 44,0% stanowią małżeństwa mieszkające razem
- 19,8% stanowią kobiety nie posiadające męża
- 7,8% stanowią mężczyźni nie posiadający żony
- 8,7% stanowią związki partnerskie
- 0,7% stanowią homoseksualne związki partnerskie

21,5% wszystkich gospodarstw domowych składa się z jednej osoby, a 7,3% żyjących samotnie jest w wieku 65 lat lub starszych. Średnia wielkość gospodarstwa domowego wynosi 3,13 osoby, a średnia wielkość rodziny to 3,65 osoby.
Wiek mieszkańców
Podział mieszkańców ze względu na wiek:
- <18 − 31,8%
- 18-24 − 13,3%
- 25-44 − 26,6%
- 45-64 − 19,6%
- >65− 8,8%

Średnia wieku mieszkańców: 28,1 lat.
Na każde 100 kobiet przypada 96,3 mężczyzn (zaś na 100 kobiet powyżej 18. roku życia przypada 93,6 mężczyzn).
Rasa mieszkańców
Podział mieszkańców ze względu na rasę:
- rasa biała – 52,1%
- rasa czarna lub Afroamerykanie – 6,3%
- rdzenni mieszkańcy Ameryki – 1,5%
- Azjaci – 11,8%
- rdzenni mieszkańcy wysp Pacyfiku – 0,2%
- inna rasa – 22,5%
- ludność dwóch lub więcej ras – 5,5%
- Hiszpanie lub Latynosi i inne rasy – 49,6%

Ze spisu wynika, że 77 878 mieszkańców Merced (98,6%) zamieszkiwało w domach prywatnych, 492 osób (0,6%) mieszkało w ośrodkach niemających statusu instytucji publicznej, zaś 588 (0,7%) zamieszkuje w ośrodkach mających status instytucji publicznej.